# Patric
Patricio Gabarrón Gil (Mula, Murcia, 17 de abril de 1993), más conocido como Patric, es un futbolista español que juega como defensa en la S. S. Lazio de la Serie A de Italia.

## Trayectoria

### F. C. Barcelona
Ingresó en La Masía en el año 2008 con 15 años. Con esfuerzo y mucho entrenamiento, fue subiendo entre las categorías, hasta finalmente llegar al filial blaugrana, con el que debutó en la Segunda División el 22 de septiembre de 2012 frente al Hércules CF.
El 29 de mayo de 2013 disputó la final de Copa Cataluña frente al RCD Español, los azulgranas se impusieron por penales tras un empate 1-1. Durante el partido fue uno de los jugadores más destacados disputando los 90 minutos.
En la temporada 2013-14, se convertiría en un fijo en los esquemas de Eusebio Sacristán, quién lo convocaría siempre alineándolo como titular. Hasta incluso fue convocado por Gerardo Martino para jugar con el primer equipo en la UEFA Champions League contra el Ajax de Ámsterdam y en Liga BBVA contra el Athletic Club, aunque siendo suplente. El 7 de diciembre de 2013 marcó su primer gol con el filial azulgrana contra el CE Sabadell en la victoria del equipo por 2-0
En la siguiente temporada, ya con mucha experiencia en el filial, fue designado como segundo capitán. Realizó muy buenos partidos y marcó 3 goles (2 de ellos de penalti). En toda su etapa en el FC Barcelona, jugó 87 partidos y anotó 4 goles con el filial y jugó 1 partido con el primer equipo.

### S. S. Lazio
En junio de 2015, tras tres temporadas en el filial azulgrana, Patric quedó libre tras finalizar su contrato y fichó por la Società Sportiva Lazio firmando por 4 temporadas con el club italiano.

## Clubes y estadísticas
| Club                         | Div.          | Temporada     | Liga  | Liga  | Copas nacionales | Copas nacionales | Copas internacionales | Copas internacionales | Total | Total |
| Club                         | Div.          | Temporada     | Part. | Goles | Part.            | Goles            | Part.                 | Goles                 | Part. | Goles |
| ---------------------------- | ------------- | ------------- | ----- | ----- | ---------------- | ---------------- | --------------------- | --------------------- | ----- | ----- |
| F. C. Barcelona "B" · España | 2.ª           | 2012-13       | 20    | 0     | ―                | ―                | ―                     | ―                     | 20    | 0     |
| F. C. Barcelona "B" · España | 2.ª           | 2013-14       | 35    | 1     | ―                | ―                | ―                     | ―                     | 35    | 1     |
| F. C. Barcelona · España     | 1.ª           | 2013-14       | 0     | 0     | 0                | 0                | 1                     | 0                     | 1     | 0     |
| F. C. Barcelona · España     | Total club    | Total club    | 0     | 0     | 0                | 0                | 1                     | 0                     | 1     | 0     |
| F. C. Barcelona "B" · España | 2.ª           | 2014-15       | 32    | 3     | ―                | ―                | ―                     | ―                     | 32    | 3     |
| F. C. Barcelona "B" · España | Total club    | Total club    | 87    | 4     | ―                | ―                | ―                     | ―                     | 87    | 4     |
| S. S. Lazio · Italia         | 1.ª           | 2015-16       | 9     | 0     | 0                | 0                | 0                     | 0                     | 9     | 0     |
| S. S. Lazio · Italia         | 1.ª           | 2016-17       | 19    | 0     | 2                | 0                | ―                     | ―                     | 21    | 0     |
| S. S. Lazio · Italia         | 1.ª           | 2017-18       | 11    | 0     | 1                | 0                | 9                     | 0                     | 21    | 0     |
| S. S. Lazio · Italia         | 1.ª           | 2018-19       | 15    | 0     | 1                | 0                | 1                     | 0                     | 17    | 0     |
| S. S. Lazio · Italia         | 1.ª           | 2019-20       | 21    | 0     | 2                | 1                | 1                     | 0                     | 24    | 1     |
| S. S. Lazio · Italia         | 1.ª           | 2020-21       | 25    | 0     | 2                | 0                | 6                     | 0                     | 33    | 0     |
| S. S. Lazio · Italia         | 1.ª           | 2021-22       | 24    | 1     | 2                | 0                | 4                     | 1                     | 30    | 2     |
| S. S. Lazio · Italia         | 1.ª           | 2022-23       | 18    | 0     | 2                | 0                | 6                     | 0                     | 26    | 0     |
| S. S. Lazio · Italia         | 1.ª           | 2023-24       | 20    | 2     | 4                | 0                | 5                     | 0                     | 29    | 2     |
| S. S. Lazio · Italia         | 1.ª           | 2024-25       | 10    | 1     | 1                | 0                | 7                     | 0                     | 18    | 1     |
| S. S. Lazio · Italia         | Total club    | Total club    | 172   | 4     | 17               | 1                | 39                    | 1                     | 228   | 6     |
| Total carrera                | Total carrera | Total carrera | 259   | 8     | 17               | 1                | 40                    | 1                     | 316   | 10    |

## Palmarés

### Títulos nacionales
| Título              | Club        | País   | Año  |
| ------------------- | ----------- | ------ | ---- |
| Supercopa de Italia | S. S. Lazio | Italia | 2017 |
| Copa Italia         | S. S. Lazio | Italia | 2019 |
| Supercopa de Italia | S. S. Lazio | Italia | 2019 |